# Amina Bakhit
Amina Bakhit Barcham est une coureuse soudanaise de demi-fond née le 14 novembre 1990. 

## Carrière
Bakhit est contrôlée positive à la norandrostérone lors d'une compétition à Sollentuna en Suède en juin 2009. À la suite de cela, elle a subi une interdiction sportive de deux ans,,. qui a pris fin le 16 juillet 2011,.
Elle participe au 800 mètres féminin aux Jeux olympiques d’été de 2012 ainsi qu'aux Jeux olympiques d'été de 2016.
Elle est médaillée d'argent du 800 mètres et du 1 500 mètres aux Championnats panarabes d'athlétisme 2021 à Radès.
Elle bénéficie d'une place aux Jeux olympiques d'été de 2020 attribuée au Soudan au nom de l'universalité des Jeux ; elle y dispute le 800 mètres féminin.